# Koun Breizh
 (octobre 2023).
Koun Breizh (« Souvenir Breton ») est créé par le néodruide et militant nationaliste Raffig Tullou en 1954. C'est une société qui vise à la conservation du patrimoine breton. Skoed (« Le Bouclier »), fondé en 1966, est l'organe officiel du Souvenir Breton, qui deviendra un bulletin trimestriel de liaison interne : An Ere.
Cette association fusionne en 1994 avec Bretagne 845 fondée en août 1982 par Loïck Camus et Louis Badouel.

## Buts
Promouvoir certains aspects de l'histoire de la Bretagne par des actions telles que :
- Commémorations, hommages de faits historiques marquants.
- Mise en place de plaques rappelant des faits historiques, des personnages, etc.
- Expositions d'histoire.
- Conférences sur l'histoire, sur des personnages…
- Éditions et rééditions d'ouvrages d'histoire.

En 2003, lors de la cérémonie de Saint-Aubin-du-Cormier, Padrig Montauzier président du mouvement d'extrême droite nationaliste Adsav, a pris la parole et son intervention surprise fut condamnée par le président de Koun Breizh et largement désapprouvée par l'ensemble de l'assistance, hormis une vingtaine de militants de ce mouvement présents. L'association entend ne pas se limiter aux prises de position d'extrême droite nationaliste trop engagées et garder un aspect apolitique même si son combat est clairement orienté par la défense d'une Bretagne en lutte contre la France républicaine (dite « jacobine »), comme toutes ses actions le montrent.[réf. nécessaire]

## Actions
- Lundi de Pâques : Participation à la cérémonie de Koat Kev - Abbé Perrot à Scrignac.
- 3e dimanche de mai : Hommage à Armand Tuffin de La Rouërie, à Saint-Denoual. (22).
- 9 juillet : Commémoration de la Victoire de Ballon, Nominoë (premier roi de Bretagne) contre les Francs en 845. La Bretagne acquiert son indépendance à Bains-sur-Oust (35)
- Dernier dimanche de juillet : Hommage aux Soldats de l'armée bretonne décimée le 28 juillet 1488 à Saint-Aubin du Cormier. La Bretagne perd son indépendance.
- 3e dimanche d'août : Évocation de la victoire à Jengland - Grand-Fougeray (35 ) d'Erispoë contre les Francs en 851.

## Présidents
- 1954-1990 : Raffig Tullou
- 1990-1994 : Yann Bouëssel du Bourg

## Membres
- Mona Coarer, abbé Brant, Loïck Camus